# Diego Cabrera (bodyboardeur)
Pour les articles homonymes, voir Cabrera.
Diego Cabrera est un bodyboardeur espagnol originaire d'Adeje. Il participe à l'IBA World Tour 2011.